# Trstenik (Korčula)
Koordinati:   42°55′01″N, 16°40′26″E
Trstenik je majhen nenaseljen otoček v Jadranskem morju. Pripada Hrvaški.
Trstenik leži južno od otoka Korčula, okoli 0,5 km vzhodno od rta Ključ, pred vhodom v zaliv Tri luke. Njegova površina meri 0,278 km². Dolžina obalnega pasu je 2,54 km. Najvišji vrh na otočku je visok 21 mnm.